# Isla del Coco

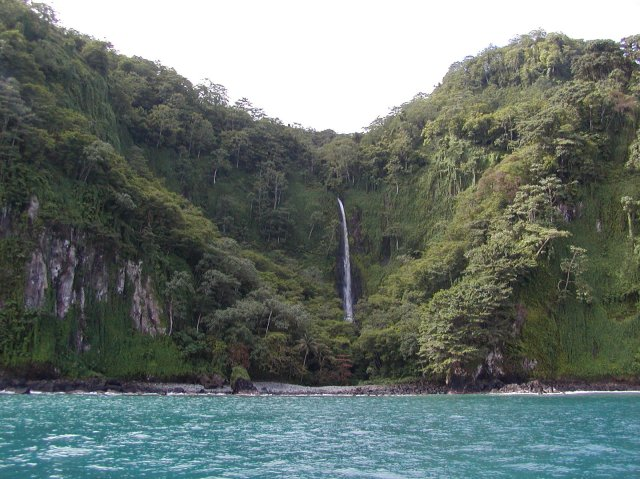
Vattenfall på Isla del Coco

Isla del Coco är en ö 55 mil utanför Costa Ricas kust till vilket ön officiellt tillhör sedan 1869. Den har en areal på 24 km² och är helt obefolkad.

## Historia
Costa Rica tog officiellt över ön 1869. Man har försökt kolonisera ön två gånger utan att lyckas. Ön har sedan dessa försök varit i stort sett fri från mänsklig påverkan. 1978 förklarades ön nationalpark. Denna nationalpark utökades 1991 med det marina ekosystemet i vattnen runt ön vilken sedan dess omfattar 99 700 hektar. 
Idag har Nationalparken drygt 1 200 besökare per år, främst dykare som är där för att se de stora stim av hammarhaj (Sphyrna lewini) för vilka ön blivit berömd. Den har också en vulkan på södra sidan av ön.
1997 blev nationalparken ett världsarv och är idag obefolkad med undantag för parkens personal.